# 贺兰山
38°54′N 105°58′E / 38.900°N 105.967°E
賀蘭山，又名阿拉善山，位于中國寧夏回族自治區與內蒙古自治區交界處，地处银川平原与阿拉善高原之间，山脈為南北走向，長度約270千米，主峰敖包圪瘩海拔高3556米。贺兰山是中国西北地区的地理界线，西北为阿拉善高原和腾格里沙漠，东为银川平原和鄂尔多斯高原，自古为中国兵家必争之地。
“贺兰”一词最早载于《晋书·北狄匈奴传》 ，西晋太康五至八年（284—287年），匈奴人迁内地“十九种，皆有部落，不相杂错”，十九之匈奴部落中有一支名“贺兰部”，后部落名变为山名。突厥语“贺兰”意为“斑駁”。另一說則認為蒙古语中的「贺兰」有「骏马奔腾」之意，贺兰山由此得名。
贺兰山自古有人类活动，匈奴、鲜卑、羌族、突厥、回鹘、吐蕃、党项、蒙古等民族先后在此居留、放牧。唐代韋蟾已有诗云“贺兰山下果园成”。明代“贺兰晴雪”为宁夏八景之首，明人陈德武诗：“六化飞罢净尘裳，贵富家翁做意悭。满眼但知银世界，举头都是玉江山。严凝藉雪风威里，眩曜争光日色间，独有诗人怜短景，贺兰容易又青还。”清人胡秉正诗：“西北天谁补，此山作柱擎，蟠根横远塞，设险压长城。俯看黄河小，高悬白雪清。曾从绝顶望，灏气接蓬瀛。”
贺兰山有西夏王陵、贺兰山岩画、滚钟口、拜寺口双塔和三关口古长城等名胜古迹。1988年，中国设立贺兰山国家级自然保护区，面积19.35万公顷。1995年，加入中国人与生物圈网络，2005年，为中国全国野生动物保护宣传教育基地，2006年10月为首批中国国家级示范自然保护区。

## 地质地貌

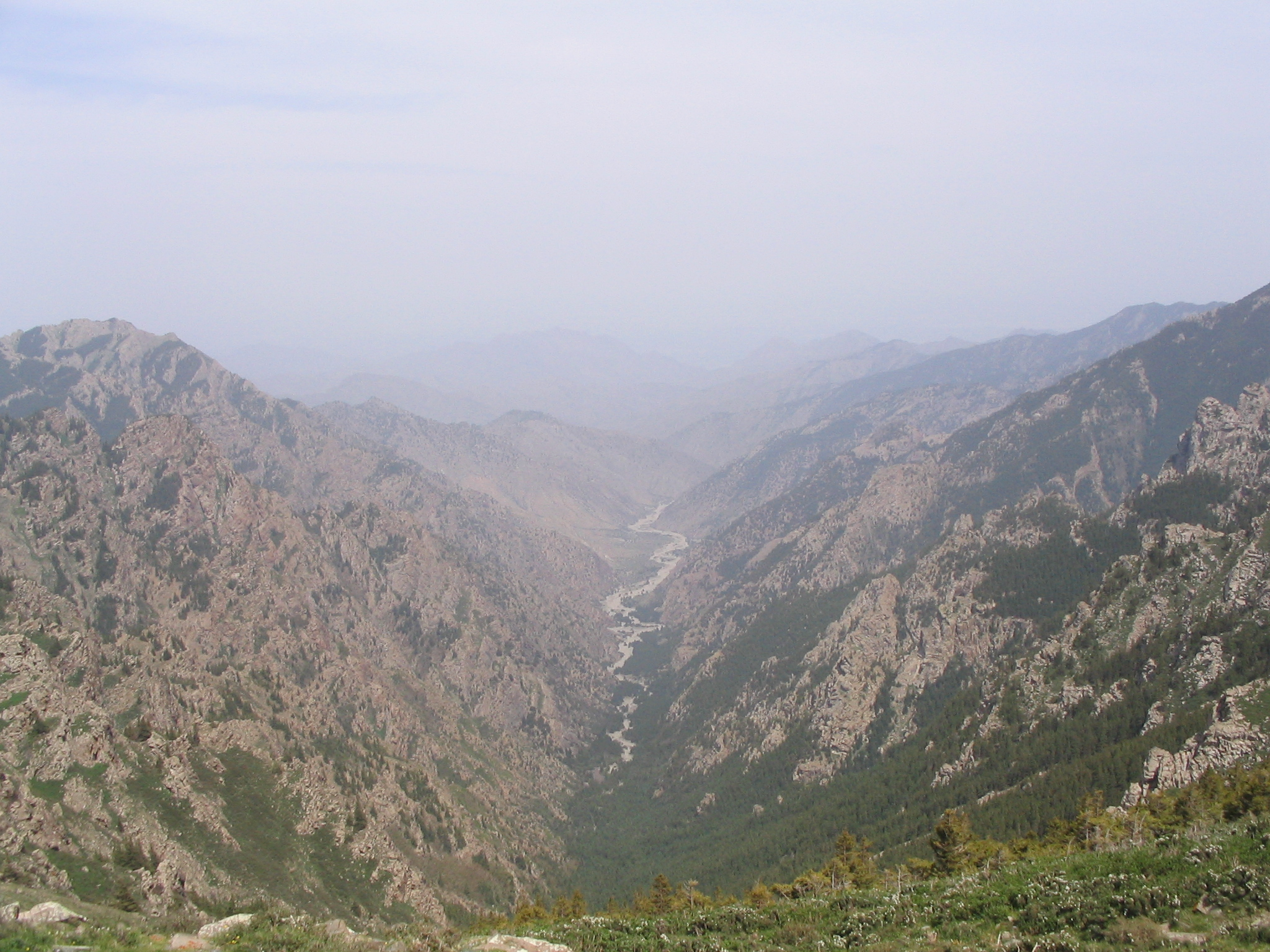
从贺兰山山脊俯瞰大水沟，可见V字形沟谷，及谷底砾石，以及阴坡阳坡的植被分布差异

贺兰山呈南北走向，延伸200余千米，东西宽20-60千米，形成于1亿多年前的燕山运动时期，喜马拉雅运动时继续升高。山脊海拔多在2000-3000米，主峰敖包圪瘩3556米。

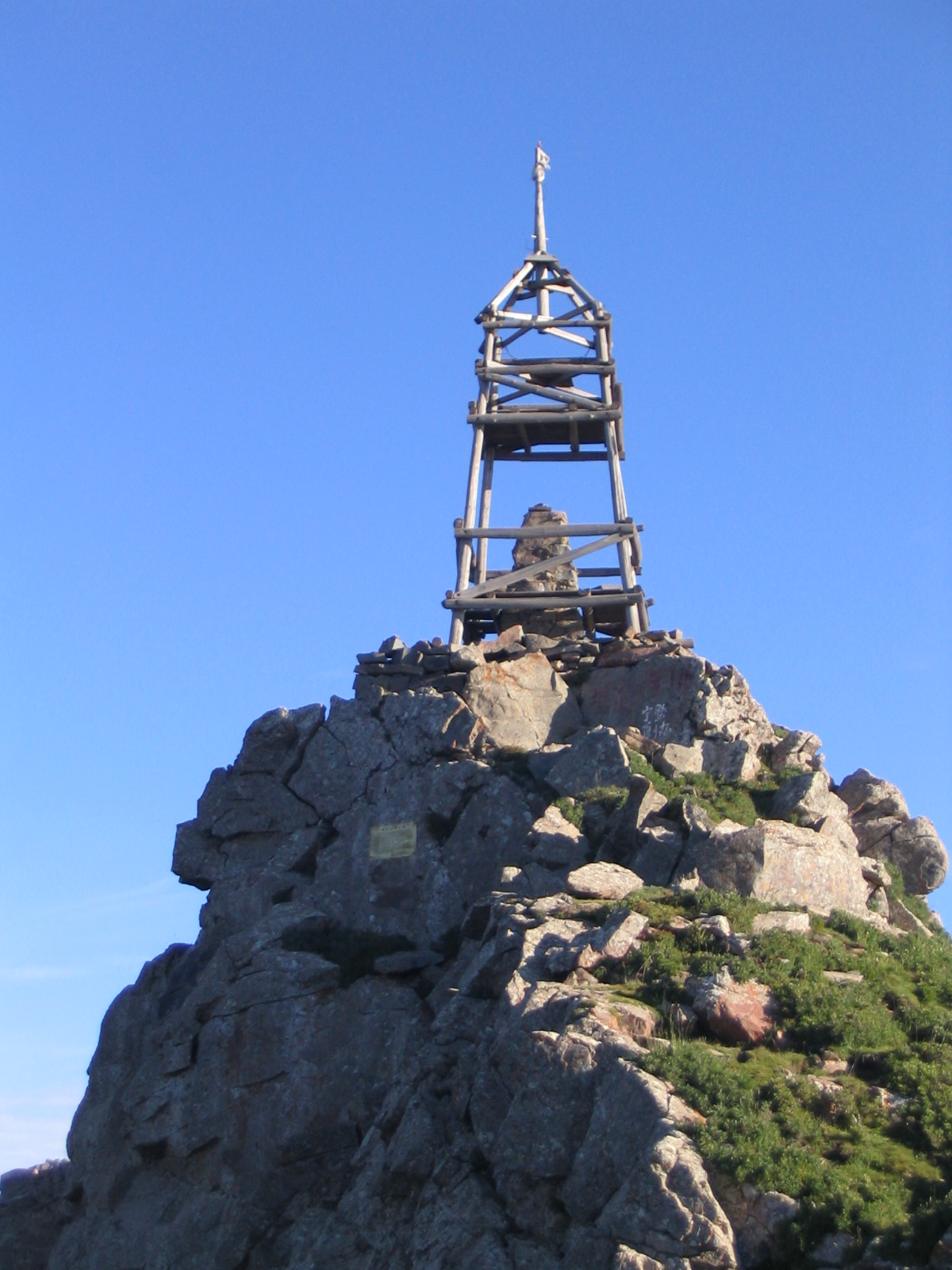
贺兰山主峰敖包圪瘩，海拔3556米

贺兰山与南部的牛首山褶断带、清水河—六盘山褶断带、罗山—云雾山隆起带构成了一系列的背向斜的断层。地貌上看，贺兰山西侧平缓，而东侧陡峭险峻，有大量露出地表的断层，东侧与银川平原垂直落差可达2000米。贺兰山北部以花岗岩为主，由于接近乌兰布和沙漠干旱少雨，所以物理风化强烈，贺兰山主体在贺兰山中部，山势陡峭，山体庞大，海拔较高，一般在2000-3000米之间，主峰敖包圪瘩就在贺兰山中部，海拔3555米，贺兰山中部东西宽度可达50公里。贺兰山南部山势相对和缓。有汝其沟、大水沟、小水沟、贺兰沟、插旗沟、苏峪口沟、三关口沟等50多条沟谷，沟道成V型，下部较为宽阔，沟底砾石遍布，沟口一般是碎石遍布的洪积扇。

## 气候
贺兰山是中国季风气候和非季风气候的分界线，贺兰山被毛乌素，乌兰布和，腾格里三大沙漠包围，湿润的海洋气流很难对贺兰山产生大的影响，而来自西伯利亚的冷空气在贺兰山地区活动频繁，因此，贺兰山区终年干旱少雨，四季分明，日照强烈，无霜期158天，年平均气温8.5℃，最高气温35℃左右，最低气温-25℃左右。降水主要集中在7-9月，年降水量200-400毫米，年蒸发量在1000毫米以上，由于蒸发量与降水量的差值巨大，所以空气极其干燥。

## 生态

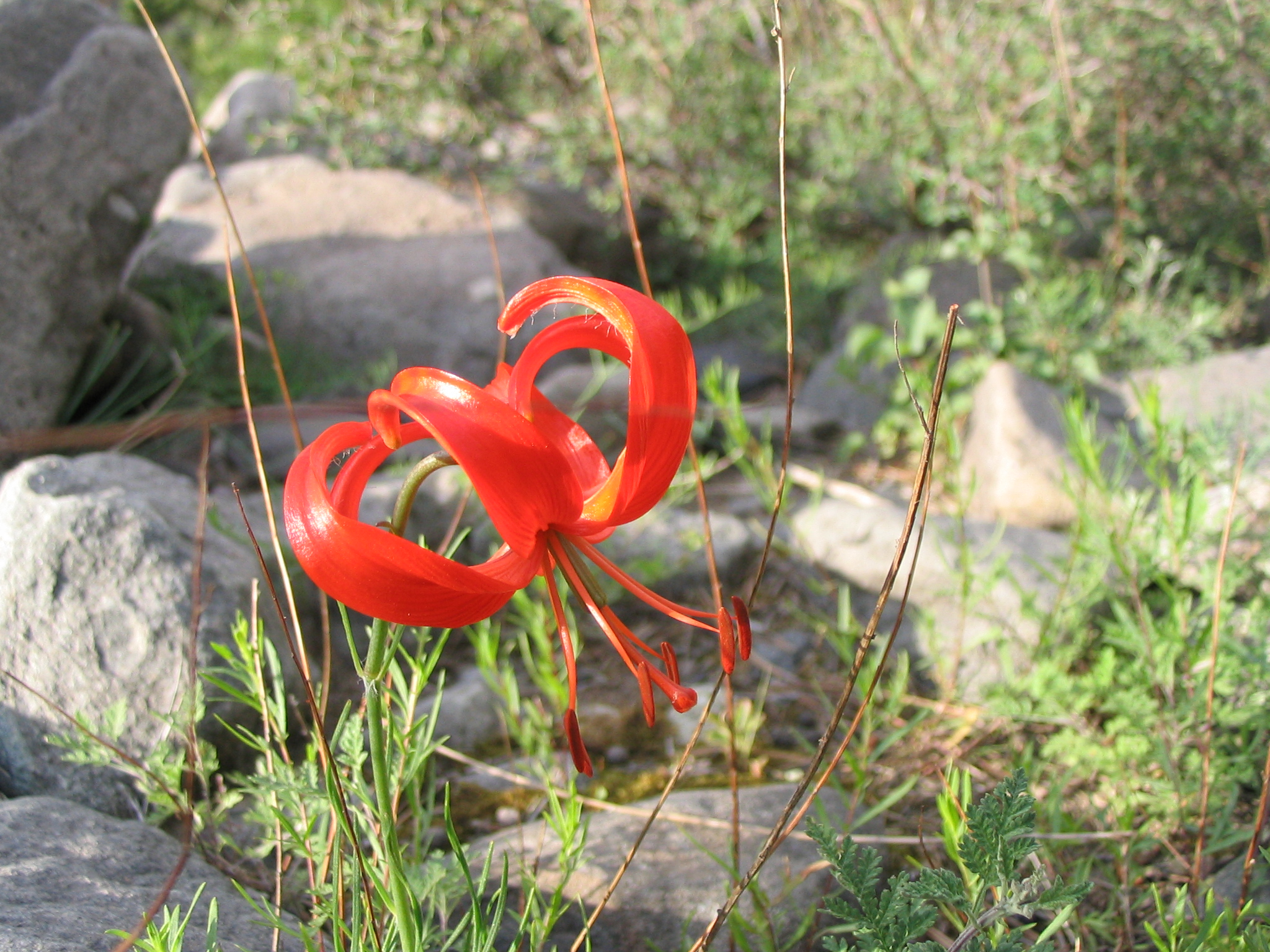
贺兰山山谷中盛开的山丹丹

贺兰山地处温带草原区与荒漠草原的分界线，植被垂直分布非常明显，植被类型非常复杂，贺兰山植物群落有11个植被型55个群系。有草原，荒漠，针叶林，疏林草原，还有各种灌丛、草甸和少量落叶阔叶林。
山地草原分为典型草原和荒漠草原两个亚类。疏林草原分布于贺兰山低山半干旱地带，海拔1600－2000米间的广阔范围中，介于山地草原带与山地针叶林带之间，形成一个完整的山地疏林草原带。由于贺兰山低山区干旱，蒸发量大，中山区与亚高山温度又太低，以及水热条件不适等因素，导致贺兰山区落叶阔叶林面积很小，并且分布零散。 
贺兰山区植被垂直分非常明显，主要分为4个植被垂直带，海拔1600米以下山前荒漠与荒漠草原带，1600～1900米出现覆盖度较大，草本植物生长较好的山麓与低山草原带、1900～3100米分布有大量以青海云杉为主的中山和亚高山针叶林带，其中分布于海拔2400~3100米的阴坡的青海云杉纯林带郁闭度大，更新良好，是贺兰山区最重要的林带；  3100米以上主要是高山与亚高山灌丛草甸带，是较好的夏季牧场。
贺兰山区阴阳坡之间的植被分布差异很大，在低山带, 阳坡多为草原植物群落，而阴坡则主要是灌丛；在中山带，阴坡以青海云杉林为主，阳坡以灰榆、杜松疏林和其它中生灌丛为主；3100米以上的高山草甸阴阳坡分异不明显。由于靠近沙漠，贺兰山南段和北段荒漠化程度较高，森林面积很小。贺兰山东坡陡峭险峻，保水能力差，相对于更加平缓的西坡，森林覆盖率，植被更加单一。
贺兰山区植物群落多样性丰富，森林类型主要有青海云杉林，油松林，杜松林，山杨林，灰榆林，油松林、青海云杉林，青海云杉、山杨林，油松、山杨林，杜松、灰榆林。保护区有野生维管植物80科324属690种，其中野大豆、四合木、沙冬青、蒙古扁桃、贺兰山丁香是国家和自治区重点保护植物。
贺兰山区野生动物种类繁多，主要有有马鹿、獐、盘羊、金钱豹、青羊、石貂、蓝马鸡等180余种。有野生动物177种，隶属于20目44科，其中金雕、黑鹳、大鸨、胡兀鹫、白尾海雕为国家一级保护动物，有岩羊、马鹿、蓝马鸡、马麝等国家二级保护动物13种。

## 資源
山区有石嘴山等10座大型矿区，富含优质煤炭。另外有磷灰岩、石英砂岩、粘土岩、灰岩等矿产，其中小滚钟口生产的粘板岩质地莹柔，用它雕成的贺兰石砚是宁夏五宝之一。

### 贺兰山煤层自燃
贺兰山煤炭资源非常丰富，同时因其日照充足、地层温度很高，从而诱发了煤层自燃事件，贺兰山煤层自燃从清朝开始至今已300多年。20世纪50年代，中国在贺兰山开设大小煤矿，汝箕沟煤矿成为中国太西煤生产基地，至20世纪末期，采矿导致井下开采条件全面恶化、人为肆意大规模采煤加剧煤层暴露、致使煤层加速自燃。火区每年烧损太西煤量约115万吨，总计烧毁煤炭3.4亿吨，每年直接经济损失约10亿元人民币。

## 文化与历史
自古以來，各民族在這裡繁衍，留下了不少史前文化、遊牧文化、農耕文化遺產。西夏在寧夏立國,有大批西夏的皇陵。除此之外，有賀蘭山岩畫、滾鐘口寺廟建筑群等文化遺跡。
賀蘭山也是北方遊牧民族的標誌。南宋岳飞《滿江紅》有「駕長車，踏破賀蘭山缺」的詞句。賀蘭山当时属于西夏。有人认为借指金國，也有人认为其中此句中的「賀蘭山」指河北西路磁州賀蘭山，位于宋金边界，不是现在的贺兰山。

## 延伸阅读
[在维基数据编辑]
 《欽定古今圖書集成·方輿彙編·山川典·賀蘭山部》，出自陈梦雷《古今圖書集成》